# Industria
Industria var en tidskrift som började utges 1905 av Svenska Arbetsgivareföreningen (SAF). Den sammanslogs 1972 med Industriförbundets tidskrift till Vår industri.
Industria var främst ett föreningsorgan, men innehöll även artiklar i ekonomiska och socialpolitiska ämnen. Efter en omläggning 1946 blev den en mycket uppmärksammad tidskrift för industriellt näringsliv.

## Chefredaktörer
- Axel Brunius 1908–1945
- Tell Dahllöf 1948–1968
- Ulf G:son Hasselberg 1968–1971
- Gösta Rönn 1971